# ای لا هاچ (لوئیزیانا)
ای لا هاچ (به انگلیسی: Pointe a la Hache) شهری در ایالت لوئیزیانا کشور ایالات متحده آمریکا است که جمعیت آن در سرشماری سال ۲۰۱۰ میلادی، ۱۸۷ نفر بوده‌است.